# Pierre de Boisdeffre
Pour les articles homonymes, voir Boisdeffre.
Pierre Jules Marie Raoul Néraud-Le Mouton de Boisdeffre, né le 11 juillet 1926 à Paris 7e où il est mort le 23 mai 2002, est un diplomate, homme de lettres et critique français.

## Biographie

### Jeunesse et études
Pierre Néraud est né le 11 juillet 1926 à Paris, petit-fils du général de Boisdeffre, duquel il releva le patronyme. Élève au collège de La Châtre, puis au lycée Condorcet, il passe également par le collège Stanislas pendant l'Occupation.
Il étudie à l’École libre des sciences politiques, où il suit les cours d'André Siegfried et de Pierre Renouvin. Il en sort major, puis est licencié en droit. Il étudie également à l'université Harvard. En 1946, il est reçu à l’École nationale d'administration.

### Parcours professionnel
Administrateur civil au ministère de l’Éducation nationale, à la Direction des Arts-et-Lettres, il passe du ministère de l’Information à celui des Affaires étrangères, où il est nommé sous-directeur de l’Information en 1959. Ce poste est déterminant puisqu'il devient directeur des programmes, puis directeur de la Radiodiffusion française à l’ORTF de 1964 à 1968.
En 1968, il devient conseiller culturel près l’ambassade de France à Londres, puis à Bruxelles en 1971. Membre de la délégation française à l’Unesco en 1978, il est nommé l'année suivante ministre plénipotentiaire, puis ambassadeur extraordinaire et plénipotentiaire en Uruguay de 1981 à 1984, puis en Colombie. Il représente la France comme ambassadeur permanent auprès du Conseil de l’Europe en 1988, son dernier poste.
Pierre de Boisdeffre est mort le 23 mai 2002, des suites d'un cancer. Il est enterré au cimetière de La Châtre dans la tombe de la famille Néraud, originaire de cette ville. Son épouse Béatrice Wiedemann-Goiran est décédée en 2013. Son neveu est le militant d'extrême droite et complotiste Rémy Daillet-Wiedemann.

## Distinctions
- Officier de la Légion d'honneur
- Chevalier de l'ordre des Palmes académiques en 1980
- Chevalier de l'ordre des Arts et des Lettres en 1957[7]
- Prix Narcisse-Michaut de l’Académie française en 1959 pour Une histoire vivante de la Littérature d’aujourd’hui
- Prix Pierre-de-Régnier de l’Académie française en 1977 pour l'ensemble de son œuvre

## Œuvres
- (en collaboration) Vocation de l'Europe, 1950
- Métamorphose de la littérature, 1950, deux tomes (grand prix de la critique). Tome I: De Barrès à Malraux. Tome II: De Proust à Sartre.
  - Réédition en 1963 avec en compléments des extraits de lettres de Gide et Camus à l'auteur (2 vol, éditions Alsatia), réédition refondue entièrement, illustrée de hors-texte dont 2 000 exemplaires sont reliés[8].
- Les Fins dernières, La Table Ronde, 1952
- Des Vivants et des morts (témoignages : 1948-1953, suivis d'une lettre de Pierre Emmanuel), 1954
- Une Histoire vivante de la littérature d’aujourd’hui 1938 - 1958, Le livre contemporain, 1958
- " Montané ", Pierre Cailler Éditeur, Genève, 1959
- Hernan Cortès, La Table Ronde, 1960
- Où va le roman ?, Del Duca, 1962
- Les Écrivains français d'aujourd'hui, P.U.F., 1963
- collaboration au Dictionnaire des idées contemporaines, Éditions Universitaires, 1964
- la poésie française de Baudelaire à nos jours.Perrin 1966
- (en collaboration) Prénoms, Plon, 1967
- La cafetière est sur la table, pamphlet, La Table Ronde, 1967
- Lettre ouverte aux hommes de gauche, pamphlet, Albin Michel, 1969
- Vie d’André Gide, essai de biographie critique, tome I, André Gide avant la fondation de la Nouvelle Revue Française (1869-1909), Hachette, 1970
- La Foi des anciens jours et celle des temps nouveaux, 1977
- De Gaulle malgré lui, 1978
- Histoire de la littérature française des années 30 aux années 80, 2 volumes, Librairie Académique Perrin, 1985 (nouvelle édition entièrement refondue d'Une Histoire vivante ... 1938-1958)
- Goethe m'a dit: entretiens imaginaires, Luneau Ascot, 1980
- Contre le vent majeur, Grasset, 1994, 600 p. (présentation en ligne)
- André Malraux, la mort et l'histoire, 1996
- L’Église au milieu du gué, 1997
- Le Lion et le Renard, 1998

- Nombreux essais consacrés à Maurice Barrès, Jean Giono, Goethe, Marcel Jouhandeau, Kafka, Pierre Loti, André Malraux, George Sand, Léon Tolstoï.

### Sources
- Denise Bourdet, Pierre de Boisdeffre, dans: Encre sympathique, Paris, Grasset, 1966.
- François de Boisdeffre, Les Le Mouton, Paris, 2007  (ISBN 978-2-9531165-1-9)
- Alain Larcan, notice biographique, p. 14 [PDF]
- Antoine Blondin, Ma vie entre les lignes, Paris, La Table Ronde, 1982.